# 徳恵市
徳恵市（とくけい-し）は中華人民共和国吉林省長春市に位置する県級市。

## 地理
徳恵市は吉林省中北部、松遼平原の中に位置している。地勢は南高北低で波状の起伏を呈するものの、大部分が海抜149~241mの間で起伏は激しくない。東経125°14'- 126°28'、北緯44°33'- 44°51'の間にあり、面積は3435km2。平均気温は4℃、降水量520mm。東南は九台市、西南は長春市、西は伊通河を隔てて農安県、東北は扶余市、川を隔てて楡樹市と接する。市内には松花江・飲馬河・伊通河などの川がある。
京哈鉄路と102国道及び京哈高速公路が通過し、中国東北部の物流ラインである大連—瀋陽—長春—ハルビン経済帯上に位置している。

## 歴史
秦以前は粛慎の居住地であり、漢代は夫余に属した。唐代は渤海扶余府に、遼代は東京道、金代は上京道の管轄とされた。元代は遼陽中書行省開元路の管轄地の遊牧区とされ、明代には遼東都指揮司とヌルガン（奴児干）都指揮司に、後にウリヤンハイ（兀良哈）三衛とホルチン（科爾沁）部に属した。
清代康熙年間になると「柳条辺」を築き「辺外」と定め、ゴルロス（郭爾羅斯）前旗の領主の牧場とした。1791年（乾隆56年）以後、山東・河北の一帯の農民による入植が始まり、嘉慶年間には懐恵郷・沐徳郷が設けられ長春庁の管轄とされた。
1890年（光緒16年）、長春府は朱家城子に分防照磨を設置、沐徳・懐恵二郷を管理した。1910年（宣統2年）5月24日、両郷が合併された際に沐徳と懐恵の文字を取り徳恵県が設置された。満洲国の時代の1936年4月1日、県公署は張家湾街（窯門站）へ移転され、その際に張家湾は徳恵鎮と改称されている。1994年7月、県級市に昇格し現在に至っている。

## 民族
漢族、満族、回族、朝鮮族など15の民族が居住し、漢族が99%以上を占める。省級経済開発区がある。

## 行政区画
4街道、10鎮、4郷を管轄：
- 街道弁事処：勝利街道、建設街道、恵発街道、夏家店街道
- 鎮：大青嘴鎮、郭家鎮、松花江鎮、達家溝鎮、大房身鎮、岔路口鎮、朱城子鎮、布海鎮、天台鎮、菜園子鎮
- 郷：同太郷、辺崗郷、五台郷、朝陽郷

## 自然風光
徳恵市は中温帯半湿潤モンスーン気候に属し、陽光明媚で空気の澄んだ躍進水庫連花自然保護区、生態園、遠くまでの知られている宝山寺、風光秀麗な半拉山風景区、独自の特色のある鰉魚圏天然娯楽島を有し、他に清代の貢江碑がある。

## 農牧業
トウモロコシ、水稲、コウリャン、大豆などが盛んに作られており、国の重要な商品食糧基地にしてトウモロコシ輸出基地である。国家食糧生産先進市、副食品供給プロジェクト先進市、中国松花江大米の郷そして中国肉鶏の郷と称している。国の高収穫・高品質・高効率の農業模範地区で吉林省緑色食品基地である。全国一の「生態農業建設示範県（市）」、全国一の「無公害蔬菜生産試点県（市）」そして農業部に省内唯一の「科教興農與可持続発展両大戦略示範県（市）」と決められた。特産物は徳恵大曲酒、肉鶏、編み物細工がある。

## 工業
工業には食品、飼料、建材、機械、医薬、包裝などがあり。吉林省食品工業強県（市）である。
- 2013年吉林徳恵鶏肉加工工場火災

## 交通

### 鉄道
- 中国鉄路総公司
  - 哈大旅客専用線

（長春方面）- 徳恵西駅 -（ハルビン方面）
  - 京哈線

（長春方面）- 布海駅 - 徳恵駅 - 達家溝駅 - 姚家駅 -（ハルビン方面）

### 道路
- 高速道路
  - 京哈高速道路
- 国道
  - G102国道